# The Phoenix (álbum)
The Phoenix es el primer álbum de Mastercastle. Fue lanzado en abril de 2009.

## Lista de canciones
1. "Words are swords" - 03:32
2. "Princess of love" - 04:24
3. "Space" - 04:07
4. "My screams" - 05:26
5. "Lullaby Noir" - 04:47
6. "The Phoenix" - 05:17
7. "Greedy Blade" - 04:03
8. "Dawn of promises" - 05:44
9. "Memories" - 03:33
10. "Cradle of stone" - 04:39

## Formación
- Giorgia Gueglio - vocalista
- Pier Gonella - guitarrista
- Steve Vawamas - bajo
- Alessandro Bissa - batería

- Datos: Q3522224